# Vittorio Basso
Vittorio Basso (Asiago, 6 gennaio 1989) è un ex hockeista su ghiaccio italiano, di ruolo difensore.

## Carriera

### Club
Basso esordì in prima squadra, nell'HC Asiago, nella stagione 2006-07, divenendone titolare in quella successiva (37 presenze). Fu poi confermato anche per la stagione 2008-09 al termine della quale si ritirò dall'attività agonistica per intraprendere la carriera militare. Nella stagione 2011-12 tornò sul ghiaccio vestendo nuovamente la maglia dell'Asiago, tuttavia, la stagione seguente interruppe nuovamente l'attività agonistica per intraprendere ancora la carriera militare.

### Nazionale
Con la maglia della Nazionale italiana partecipò, a livello juniores, ai mondiali U-18 (2007) e a quelli U-20 (2008).